# Новотишківка
Новоти́шківка — село в Україні, у Тишківській сільській громаді Новоукраїнського району Кіровоградської області. Населення становить 53 осіб. Орган місцевого самоврядування — Тишківська сільська рада.

## Населення
Згідно з переписом УРСР 1989 року чисельність наявного населення села становила 88 осіб, з яких 36 чоловіків та 52 жінки.
За переписом населення України 2001 року в селі мешкали 53 особи.

### Мова
Розподіл населення за рідною мовою за даними перепису 2001 року:
| Мова       | Відсоток |
| ---------- | -------- |
| українська | 96,23 %  |
| білоруська | 1,89 %   |
| молдовська | 1,89 %   |